# Krasnogvardeysky (huyện của Belgorod)
Huyện Krasnogvardeysky (tiếng Nga: Красногвардейский райо́н) là một huyện hành chính tự quản (raion), của Tỉnh Belgorod, Nga. Huyện có diện tích 1768 kilômét vuông, dân số thời điểm ngày 1 tháng 1 năm 2000 là 41500 người. Trung tâm của huyện đóng ở Krasnogvardeyskoye.